# Kęsowo
Kęsowo (niem. Kensau) – wieś w Polsce położona w województwie kujawsko-pomorskim, w powiecie tucholskim, w gminie Kęsowo.
Miejscowość jest siedzibą gminy Kęsowo. W latach 1954–1972 wieś należała i była siedzibą władz gromady Kęsowo. W latach 1975–1998 miejscowość administracyjnie należała do województwa bydgoskiego.

## Historia

### Obóz Zjednoczenia Niemieckiego
Obóz dla młodzieży Zjednoczenie Niemieckie zorganizowało w kwietniu 1937 r. w majątku ziemskim sióstr Augusty i Małgorzaty Wehr, na wzór obozów przysposobienia wojskowego. Program zajęć obejmował ćwiczenia gimnastyczne, pracę w folwarku. Organizatora obozu Armina Droßa witano podniesieniem ręki i okrzykiem „Heil”. Wieczorami odbywały się tzw. „Heimabendy”, tj. wieczorki, na których były wykłady, śpiewy, czytano z książek o Niemcach i Hitlerze, m.in. „Mein Kampf”. Uczestników uczono, że „ziemie te mogą wrócić, więc trzeba utrzymać na nich ducha niemieckiego”. W dniu 20 kwietnia urządzony był wieczór z okazji urodzin Hitlera. Czytano wtedy z książek, omawiano życiorys Hitlera i mówiono uczestnikom obozu że „mają tak żyć, jak Hitler uczy”. Na ścianie wisiał obraz Hitlera, otoczony zielenią, a pod nim stała świeca. Dzień wcześniej słuchano w radiu przemówienia Goebbelsa. Ponieważ obóz nie był zameldowany, sąd okręgowy w Chojnicach skazał organizatorów i uczestników obozu oraz właścicielki folwarku, łącznie 22 osoby, na kary od 5 miesięcy do 2 lat pozbawienia wolności oraz umieszczenia w zakładzie poprawczym. W czasie rewizji folwarku znaleziono wiele druków, broszur i ulotek o treści antypolskiej oraz nielegalną broń.

## Opis
Przed I wojną światową mieściła się tutaj „Gospoda pod Dębami” (niem. Gasthaus zu den Eichen).
Według Narodowego Spisu Powszechnego (III 2011 r.) wieś liczyła 930 mieszkańców. Jest drugą co do wielkości miejscowością gminy Kęsowo. Funkcjonuje tu także parafia Chrystusa Króla.

## Zabytki
- Poewangelicki kościół p. w. św Bernarda z 1908 r.; neorenesansowy, murowany z cegły i otynkowany, przesłonięty ozdobnymi szczytami, z narożną wieżą zakończoną oktagonalną nadstawką i cebulastym hełmem[8]. Po przejęciu przez katolików wnętrze przearanżowano, umieszczając tu  rokokowe tabernakulum przeniesione Jeleńcza[9].
- Dwór z poł. XIX w., późnoklasycystyczny, murowany z cegły i głazów granitowych, otynkowany.[9].

## Sport
Wieś jest siedzibą Ludowego Klubu Sportowego Kęsowo (zał. 2009 r., B klasa, grupa: Bydgoszcz I). Obecnie (sezon 2016/2017), po zakończeniu 11. kolejek rundy jesiennej, LKS Kęsowo jest liderem rozgrywek, mając na swym koncie 28 pkt (9 zwycięstw, 1 remis i 1 porażka).